# Puna de Atacama

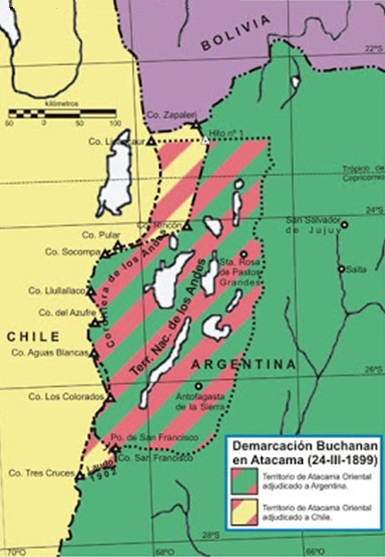
Puna de Atacama

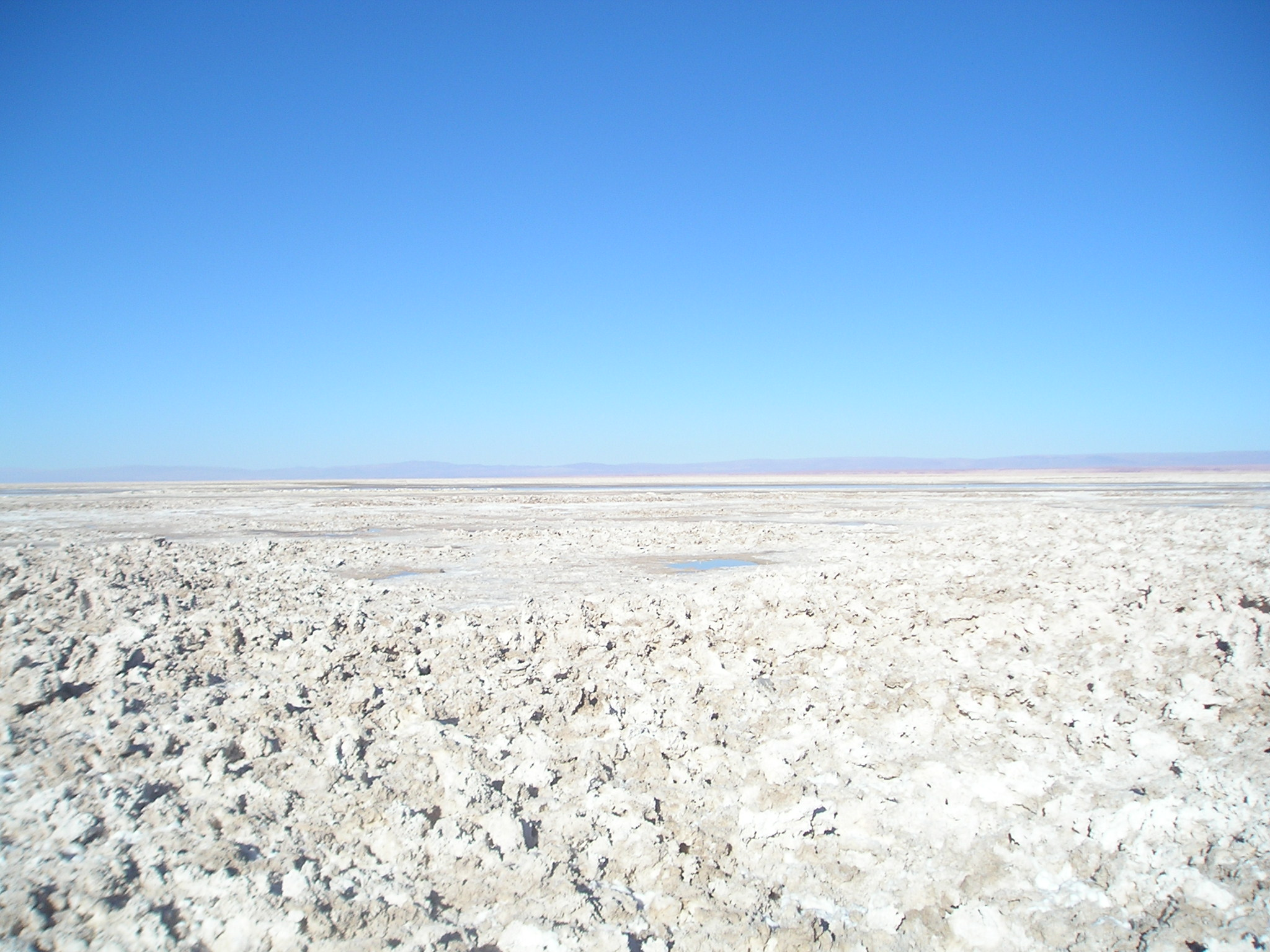
Imagine a "Salar de Atacama", depozite de sare

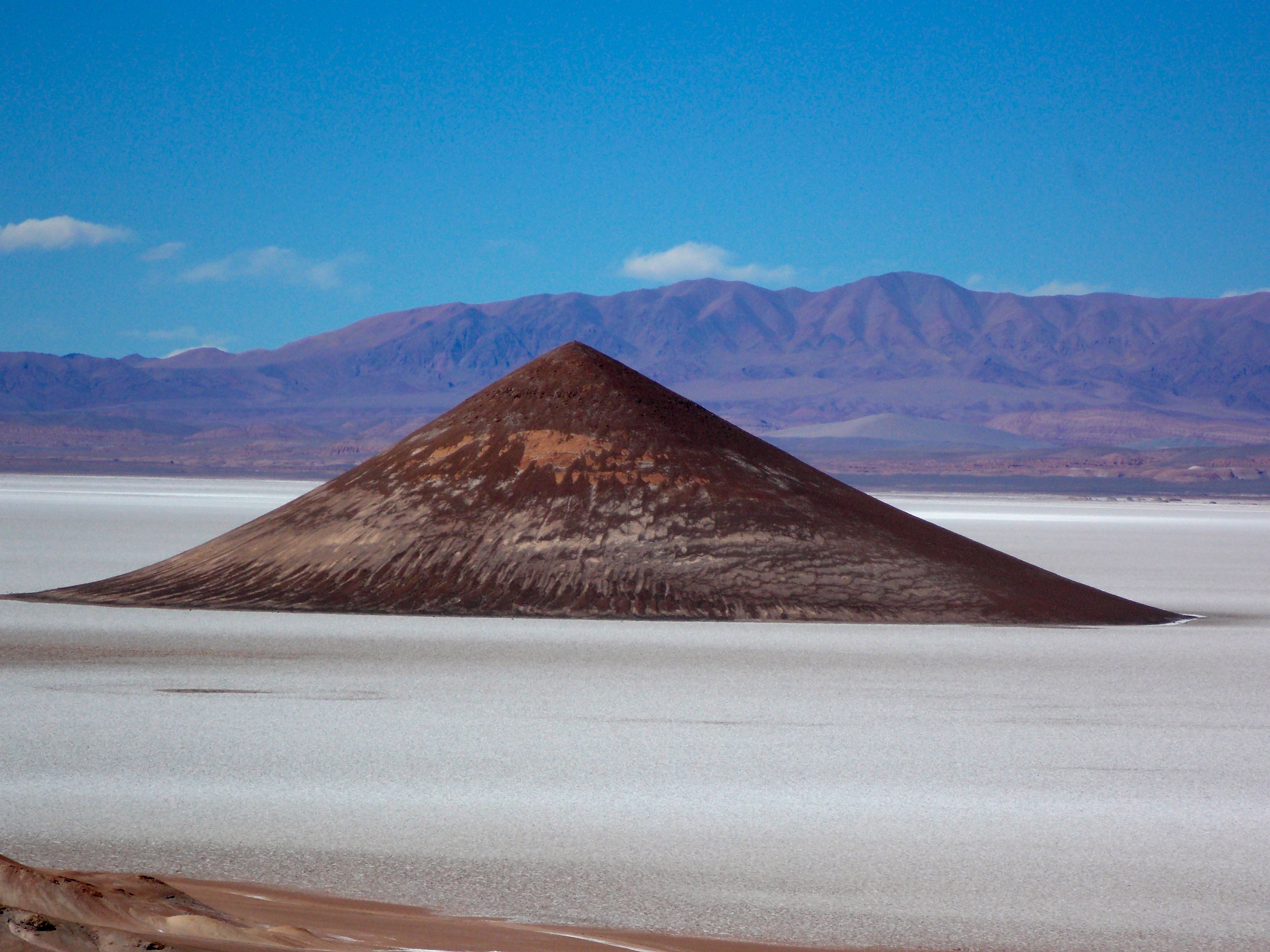
Imagine a "Cono de Arita", Salta (Argentina)

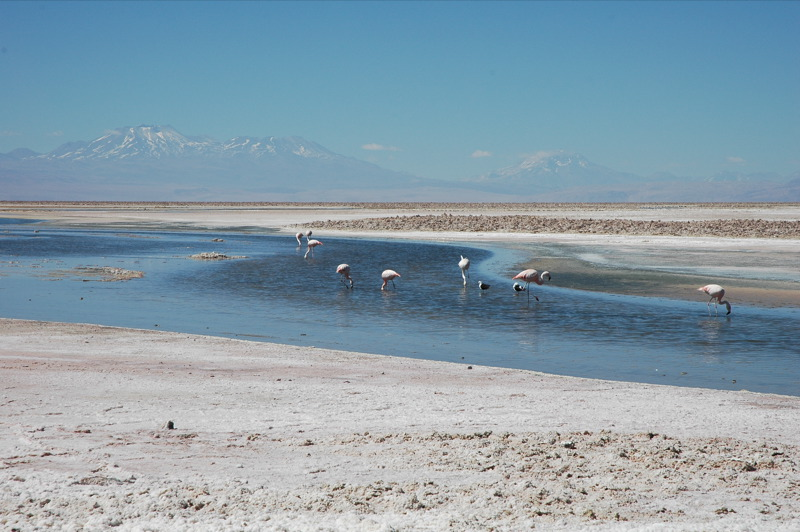
Imagine a "Salar de Atacama", din 1899 frontiera trece prin Socompa.

Puna de Atacama este un platou arid mare care are în medie aproximativ 4500 m deasupra nivelului mării și acoperă o suprafață de 180,000 km², din Anzi din nordul Chile (15%) și Argentinei (85%). 

## Istoria
Înainte de Războiul din Pacific (1879-1883), regiunea a aparținut Boliviei, a fost cedată mai apoi Argentinei, în schimbul recunoașterii Tarija ca parte din Bolivia în 1898. Chile, care a anexat provincia Litoral de Atacama din Bolivia a declarat acest schimb ilegal. Frontiera a fost definită în 1899, după procesul de la Puna de Atacama.

## Bibliografia
- (1). Encina, F.A. op. cit., pp. 191-192.
- (2). Ruiz Moreno, I. op. cit., pp. 238-239.
- (3). Zeballos, E. La Puna. Derecho Público Hispano-Americano, Revista de Derecho, Historia y Letras, Tomo III, p. 149, cit. en ibid., p. 239.
- (4). Encina, F.A. op. cit., p. 194.